# Григораш Ігор Васильович
І́гор Васи́льович Григора́ш (18 серпня 1959) — радянський український легкоатлет, фахівець із метання молота. Виступав на всесоюзному рівні у 1980-х роках, чемпіон СРСР, багаторазовий призер першостей всесоюзного та республіканського значення, учасник Всесвітньої Універсіади у Кобі. Представляв Івано-Франківськ, спортивні товариства «Авангард» та «Труд».

## Біографія
Ігор Григораш народився 18 серпня 1959 року. Займався легкою атлетикою в Івано-Франківську, виступав за Українську РСР, добровільні спортивні товариства «Авангард» та «Труд».
Вперше заявив про себе у метанні молота у сезоні 1978 року, коли з результатом 69,85 м здобув перемогу на змаганнях у Чернівцях.
У 1983 році переміг на змаганнях в Алушті та Рівному, посів дев'яте місце на всесоюзному турнірі в Москві.
1984 року перевершив усіх суперників на змаганнях у Києві, встановивши при цьому свій особистий рекорд — 81,20 метра (сьомий результат світового сезону). На чемпіонаті СРСР у Донецьку завоював срібну нагороду, поступившись лише ленінградцю Ігорю Нікуліну.
1985 року виграв легкоатлетичний турнір у Кривому Розі, показавши 13-й результат світового сезону — 79,26 метра. На чемпіонаті СРСР у Ленінграді перевершив усіх суперників та завоював золото. Бувши студентом, представляв Радянський Союз на Всесвітній Універсіаді в Кобе — у програмі метання молота показав результат 72,38 метра, розташувавшись у підсумковому протоколі змагань на четвертому рядку.
1986 року взяв бронзу на всесоюзних змаганнях у Краснодарі, отримав срібло у Дніпропетровську. На чемпіонаті СРСР у Києві з результатом 76,56 м став бронзовим призером.
У 1987 році виграв турніри в Ялті та Тернополі, був четвертим на всесоюзних змаганнях у Таллінні, посів шосте місце на чемпіонаті СРСР у Брянську.